# Vorderer Gansfels

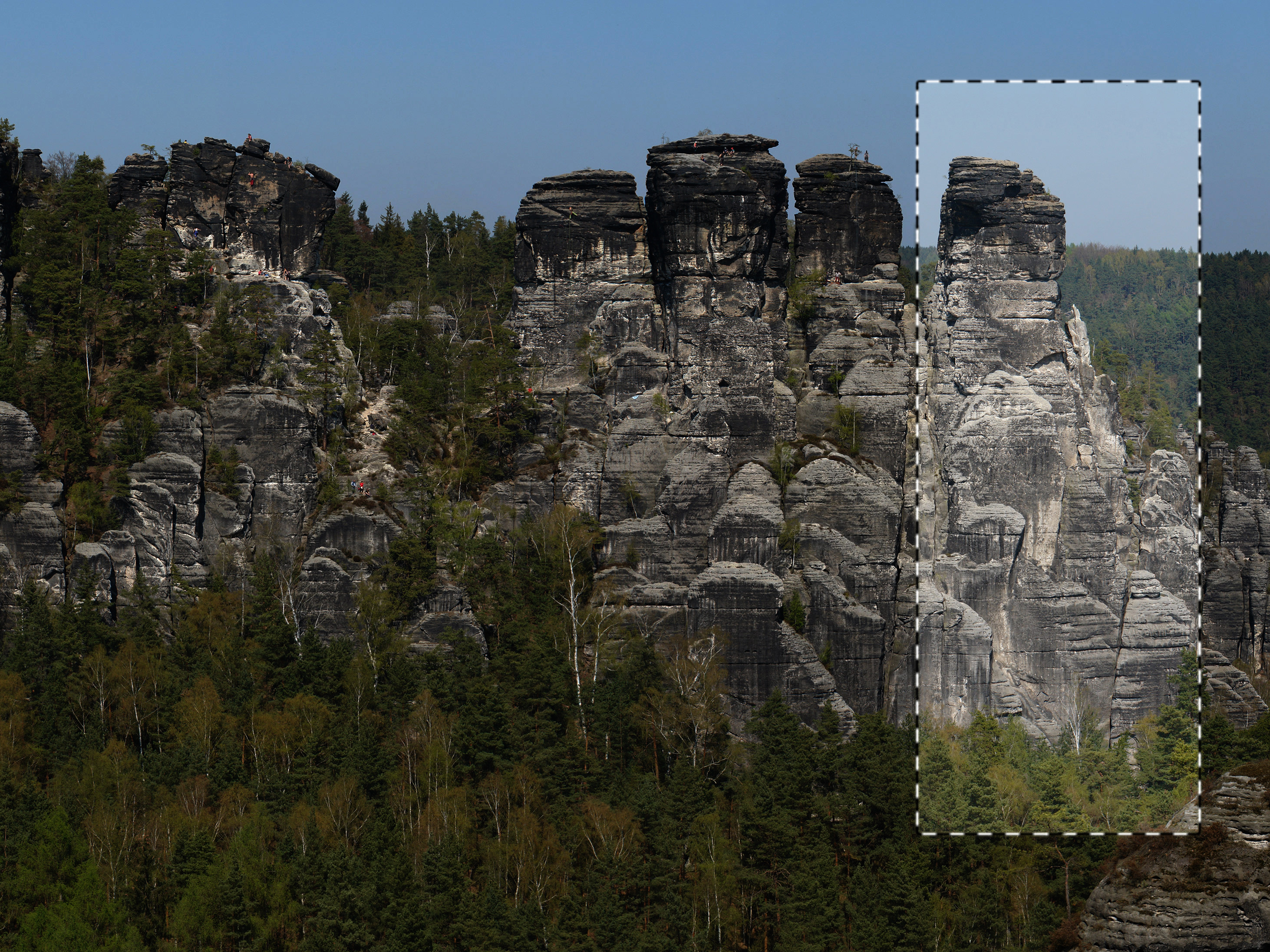
Die Felsformation der Kleinen Gans; rechts hervorgehoben der Vordere Gansfels

Der Vordere Gansfels (auch Vordere Kleine Gans), 301,6 m ü. NHN, ist ein Klettergipfel der Sächsischen Schweiz. Er steht oberhalb des Wehlgrundes bei Rathen und bildet den auffälligen Ostturm der der Bastei nördlich gegenüberliegenden Felsformation der Kleinen Gans.  Unterhalb des Vorderen Gansfelsens steht an seiner Ostseite der Ganskopf (früher Unterer Ganskopf), der ein eigenständiger Klettergipfel  ist. An die Nordostecke des Vorderen Gansfelsens angelehnt stand bis zu einem Felssturz am 13. April 1948 etwas unterhalb der Vordere Ganskopf, der ebenfalls ein eigenständiger Klettergipfel war.
Erstmals bestiegen wurde der Vordere Gansfels am 16. Februar 1882 durch Friedrich Hartmann. Der nach ihm benannte Hartmannweg wird heute in der Sächsischen Schwierigkeitsskala als II eingestuft. Der als III eingestufte Gühnekamin, der den Gipfel von Nordwesten nach Südosten spaltet, ist einer der großen Kaminkletterwege im Klettergebiet Sächsische Schweiz. Er wurde erstmals am 9. Juni 1895 von Arthur Gühne und J. C. Dümler erstbegangen., 